# ライ崗駅
𧒽崗駅（らいこう-えき）は、中華人民共和国広東省仏山市南海区桂瀾路と夏平西路の間、南海雷崗公園と家天下広場の近隣にある。1号線と6号線の乗換駅の予定である。

## 駅名について
当駅の「ライ」の漢字は、「虫偏に雷」が正式な文字で、駅名標などの表示も全てこれが用いられている。汽水産の「黄沙蜆」とも呼ばれる黄色い二枚貝を意味する方言字で、広東語ではleoi1と読み、中国語ではléiと読む。2001年からUnicode CJK統合漢字の拡張Bに収録されており、対応フォントと追加面を扱える環境があれば表示できるが、漢字入力辞書にほとんど登録されておらず、呼び出しづらいため、代わりに「雷」・「礌」などの当て字（中国語の発音は同じ）を使っている例も多い。2009年8月12日、中国の国家語言文字工作委員会と教育部が発布した『通用規範漢字表(意見募集稿)』に収録が提案された漢字（番号8221）であったが、2013年6月5日に国務院から通達された正式表では、理由は不明であるが削除されたため、規範外の漢字にとどまった。

## 駅構造
島式ホーム1面2線の地下駅。ホームドア設置駅。

## 駅周辺
- 𧒽崗公園

## 歴史
- 2010年11月3日 - 開業。

## 隣の駅
仏山地下鉄
■1号線
南桂路駅 - 𧒽崗駅 - 千灯湖駅